# Ditaduras europeias do Período Entreguerras
Esta é uma lista de regimes ditatoriais operacionais nos estados europeus no período entreguerras, o período entre a Primeira Guerra Mundial e a Segunda Guerra Mundial.

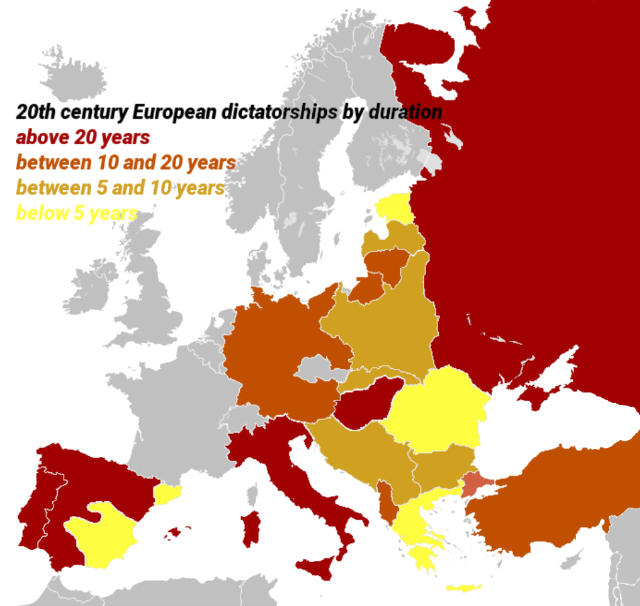
Ditaduras europeias do século XX por duração

## Ditaduras
| País                                                | Líder                                                                 | Período                 | Período                | Duração (em dias) | Chefe de Estado[a] | Chefe de Governo[b] | Líder do Partido Governante[c] | Parlamento[d]       | Sistema Partidário[e] | Ref    |
| País                                                | Líder                                                                 | Início                  | Fim                    | Duração (em dias) | Chefe de Estado[a] | Chefe de Governo[b] | Líder do Partido Governante[c] | Parlamento[d]       | Sistema Partidário[e] | Ref    |
| --------------------------------------------------- | --------------------------------------------------------------------- | ----------------------- | ---------------------- | ----------------- | ------------------ | ------------------- | ------------------------------ | ------------------- | --------------------- | ------ |
| Reino da Albânia                                    | Zog I                                                                 | 01 de fevereiro de 1925 | 07 de abrill de 1939   | 5.178             | Sim                | Não                 | Não                            | Reformulado         | Tolerado              | [ 1 ]  |
| Primeira República Austríaca                        | Engelbert Dollfuss                                                    | 07 de março de 1933     | 25 de julho de 1934    | 505               | Não                | Sim                 | Sim                            | Reformulado         | Abolido               | [ 2 ]  |
| Estado Federal da Áustria                           | Kurt Schuschnigg                                                      | 29 de julho de 1934     | 12 de março de 1938    | 1.322             | Não                | Sim                 | Após 1936                      | Reformulado         | Abolido               | [ 3 ]  |
| Boêmia e Morávia                                    | Liderança coletiva                                                    | 15 de março de 1939     | 08 de abril de 1945    | 2.246             | N/A                | N/A                 | N/A                            | Nenhum              | Abolido               | [ 4 ]  |
| Reino da Bulgária                                   | Aleksandar Tsankov                                                    | 09 de junho de 1923     | 04 de janeiro de 1926  | 940               | Não                | Sim                 | Sim                            | Coagido             | Tolerado              | [ 5 ]  |
| Reino da Bulgária                                   | Bóris III                                                             | 22 de janeiro de 1935   | 28 de agosto de 1943   | 3.140             | Sim                | Não                 | Não                            | Reformulado         | Abolido               | [ 6 ]  |
| Segunda República da Tchecoslováquia                | Liderança coletiva                                                    | 30 de setembro de 1938  | 15 de março de 1939    | 166               | N/A                | N/A                 | N/A                            | Coagido             | Tolerado              | [ 7 ]  |
| Cidade Livre de Danzig                              | Liderança coletiva                                                    | 24 de junho de 1933     | 01 de setembro de 1939 | 2.260             | N/A                | N/A                 | N/A                            | Coagido             | Tolerado              | [ 8 ]  |
| Estônia                                             | Konstantin Päts                                                       | 12 de março de 1934     | 01 de janeiro de 1938  | 1.187             | Não                | Sim                 | Não                            | Reformulado         | Tolerado              | [ 9 ]  |
| Alemanha Nazista                                    | Adolf Hitler                                                          | 30 de janeiro de 1933   | 30 de abril de 1945    | 4.473             | Após 1934          | Sim                 | Sim                            | Coagido             | Abolido               | [ 10 ] |
| Segunda República Helênica                          | Theódoros Pagálos                                                     | 24 de junho de 1925     | 26 de agosto de 1926   | 428               | 1926               | 1926                | Não                            | Coagido             | Tolerado              | [ 11 ] |
| Reino da Grécia                                     | Ioánnis Metaxás                                                       | 04 de agosto de 1936    | 25 de abril de 1941    | 1.725             | Não                | Sim                 | Não                            | Nenhum              | Abolido               | [ 12 ] |
| República Soviética Húngara                         | Béla Kun                                                              | 21 de março de 1919     | 01 de agosto de 1919   | 133               | Não                | Não                 | Sim                            | Nenhum              | Tolerado              | [ 13 ] |
| Reino da Hungria                                    | Miklós Horthy                                                         | 01 de março de 1920     | 15 de outubro de 1944  | 8.994             | Sim                | Não                 | Não                            | Coagido             | Tolerado              | [ 14 ] |
| Itália Fascista                                     | Benito Mussolini                                                      | 31 de outubro de 1922   | 23 de julho de 1943    | 7.570             | Não                | Sim                 | Sim                            | Reformulado         | Abolido               | [ 15 ] |
| Letônia                                             | Kārlis Ulmanis                                                        | 15 de maio de 1934      | 15 de junho de 1940    | 2.223             | Desde 1936         | Sim                 | Não                            | Nenhum              | Abolido               | [ 16 ] |
| Lituânia                                            | Antanas Smetona                                                       | 19 de dezembro de 1926  | 15 de junho de 1940    | 4.927             | Sim                | Não                 | Até 1926                       | Reformulado         | Tolerado              | [ 17 ] |
| Segunda República Polonesa                          | Józef Piłsudski                                                       | 14 de maio de 1926      | 12 de maio de 1935     | 3.285             | Não                | 1926–1930           | Não                            | Coagido             | Tolerado              | [ 18 ] |
| Segunda República Polonesa                          | Liderança coletiva                                                    | 12 de maio de 1935      | 17 de setembro de 1939 | 1.589             | N/A                | N/A                 | N/A                            | Coagido             | Tolerado              | [ 19 ] |
| Primeira República Portuguesa                       | Sidónio Pais                                                          | 17 de dezembro de 1917  | 14 de dezembro de 1918 | 362               | Desde 1917         | Sim                 | Não                            | Coagido             | Tolerado              | [ 20 ] |
| Portugal (Ditadura Nacional)                        | Liderança coletiva                                                    | 28 de maio de 1926      | 19 de março de 1933    | 2.487             | N/A                | N/A                 | N/A                            | Coagido             | Tolerado              | [ 21 ] |
| Portugal (Estado Novo)                              | António de Oliveira Salazar (1932–1968) e Marcelo Caetano (1968–1974) | 19 de março de 1933     | 25 de abril de 1974    | 15.012            | Não                | Sim                 | Sim                            | Reformulado         | Abolido               | [ 22 ] |
| Reino da Romênia                                    | Carlos II                                                             | 11 de fevereiro de 1938 | 05 de setembro de 1940 | 937               | Sim                | Não                 | Não                            | Nenhum              | Abolido               | [ 23 ] |
| San Marino                                          | Giuliano Gozi                                                         | 01 de janeiro de 1923   | 28 de julho de 1943    | 7.423             | Intermitentemente  | N/A                 | Sim                            | Coagido             | Abolido               | [ 24 ] |
| República Eslovaca                                  | Jozef Tiso                                                            | 14 de março de 1939     | 01 de abril de 1945    | 2.210             | Sim                | Até 1939            | Sim                            | Reformulado         | Tolerado              | [ 25 ] |
| República Socialista Federativa Soviética da Rússia | Liderança coletiva                                                    | 07 de novembro de 1917  | 21 de janeiro de 1924  | 3.657             | N/A                | N/A                 | N/A                            | Coagido             | Abolido               | [ 26 ] |
| União Soviética                                     | Josef Stalin                                                          | 21 de janeiro de 1924   | 05 de março de 1953    | 9.246             | Não                | Desde 1941          | Sim                            | Parlamento fantoche | Abolido               | [ 27 ] |
| Reino da Espanha                                    | Miguel Primo de Rivera                                                | 23 de setembro de 1923  | 28 de janeiro de 1930  | 2.319             | Não                | Sim                 | Sim                            | Reformulado         | Abolido               | [ 28 ] |
| Reino da Espanha                                    | Liderança coletiva                                                    | 28 de janeiro de 1930   | 14 de abril de 1931    | 441               | N/A                | N/A                 | N/A                            | Reformulado         | Tolerado              | [ 28 ] |
| Segunda República Espanhola                         | Liderança coletiva                                                    | 18 de julho de 1936     | 31 de março de 1939    | 986               | N/A                | N/A                 | N/A                            | Coagido             | Tolerado              | [ 29 ] |
| Espanha Franquista                                  | Francisco Franco                                                      | 01 de outubro de 1936   | 20 de novembro de 1975 | 14.294            | Sim                | Até 1973            | Sim                            | Reformulado         | Abolido               | [ 30 ] |
| Turquia                                             | Mustafa Kemal Atatürk                                                 | 03 de maio de 1920      | 10 de novembro de 1938 | 6.765             | Desde 1923         | Até 1921            | Sim                            | Reformulado         | Tolerado              | [ 31 ] |
| Turquia                                             | Liderança coletiva                                                    | 10 de novembro de 1938  | 22 de maio de 1950     | 4.211             | N/A                | N/A                 | N/A                            | Reformulado         | Tolerado              | [ 31 ] |
| Reino da Iugoslávia                                 | Alexandre I                                                           | 06 de janeiro de 1929   | 09 de abril de 1934    | 1.919             | Sim                | Não                 | Não                            | Reformulado         | Tolerado              | [ 32 ] |
| Reino da Iugoslávia                                 | Liderança coletiva                                                    | 09 de abril de 1934     | 27 de março de 1941    | 2.544             | N/A                | N/A                 | N/A                            | Reformulado         | Tolerado              | [ 33 ] |